# Sammy Lynch
Sammy Lynch er en meget alsidig irsk folkemusiker og -sanger, som bl.a. spiller tinwhistle, guitar, accordion, tenorbanjo,  concertina, bodhrán,ukulele, samt naturligvis hans hovedinstrumenter: den 5-strengede banjo og vokalen. Sammy rejste til Danmark fra Donegal, den nordligste provins i republikken Irland, i 70'erne for at slå sig ned her, og prøve at forfølge en mulig karriere indenfor den irske folkemusik. Han havde i den kommende periode bl.a. en temmelig stor indflydelse på gruppen De Gyldne Løver med hvem han også lavede forarbejdet (studieoptagelser) til en plade med irske numre, som dog først  blev udgivet på CD i 2007 under navnet "Rødderne". Han bosatte sig i byen Langå, hvor også gruppen Irsk Stuvning har til huse. Han spilleder sammen med dem, og øvede en betydelig indflydelse på deres musikalske udvikling. Han var også en af kræfterne bag oprettelsen af Langå Musikskole, hvor byens unge kom for at modtage musikundervisning. Denne kontakt til ungdommen har muligvis været medvirkende til, at han de senere år valgte at være beskæftiget som pædagogmedhjælper, inden han i 2008 returnerede til Donegal i Irland for at nyde sin alderspension. Underviser i dag i Donegal, Irland i ukulele, guitar, accordion, tinwhistle, 5-strenget banjo og  tenorbanjo.
 Der er for få eller ingen kildehenvisninger i denne artikel, hvilket er et problem. Du kan hjælpe ved at angive troværdige kilder til de påstande, som fremføres i artiklen.